# Jean-Yves Jouannais
« Jouannais » redirige ici. Pour l’article homophone, voir Joinet.
Jean-Yves Jouannais, né le 17 août 1964 à Montluçon, est un critique d'art et écrivain français.

## Biographie
Adolescent, Jean-Yves Jouannais fonde la Revue perpendiculaire. La troupe monte à Paris où Jean-Yves Jouannais devient rédacteur en chef de la revue Art Press.
Jean-Yves Jouannais est l'auteur de plusieurs essais, romans et ouvrages collectifs. Il a été le rédacteur en chef de la revue Exhibition (émission d'art contemporain diffusée sur Arte. Production MK2 TV).
Depuis 2009, il anime le spectacle-conférence vidéo L'encyclopédie des guerres visible au Centre national d'art et de culture Georges-Pompidou et au Palais du Tau à Reims entre autres. Son projet est de compiler une encyclopédie de toutes les guerres de l'histoire de l'humanité, et d'en partager uniquement les citations recueillies,.

## Expositions
- Le fou dédoublé : l'idiotie dans l'art du XXe siècle, Moscou, 2000.
- Lost in the supermarket, Fondation Ricard, 2001.
- Félicien Marbœuf (1852-1924), exposition collective, Fondation Ricard, 2009.
- La force de l'art 02, Grand Palais, 2009
- Topographies de la guerre, BAL, 2011.

## Télévision
- Exhibition. Le double. Avec François Jonquet . Gilbert & George (2004, Arte France, MK2 TV)[8].
- Up and down and across Alain Bublex (court métrage) 2003

## Récompenses
- 2014 : Prix Roger-Caillois catégorie essai[9].